# DB-ÖBB EuroCity
DB-ÖBB EuroCity è un insieme di collegamenti EuroCity tra l'Italia, la Germania e l'Austria svolte da una cooperazione tra le Deutsche Bahn (DB) e le Österreichische Bundesbahnen (ÖBB). Le tratte, che impiegano principalmente la Ferrovia del Brennero, sono la Monaco-Verona Porta Nuova, la Monaco-Bologna Centrale e la Monaco-Venezia Santa Lucia. In territorio italiano, Trenord ha il compito di gestire l'attività riguardante la condotta dei treni passeggeri della cooperazione e la controlleria.
Dopo la liberalizzazione ferroviaria è uno degli operatori alternativi a Trenitalia sulla rete statale, gestita da Rete Ferroviaria Italiana, dopo le precedenti esperienze di Cisalpino e TiLo che vedevano la società del gruppo FS compartecipe delle due società.

## Storia

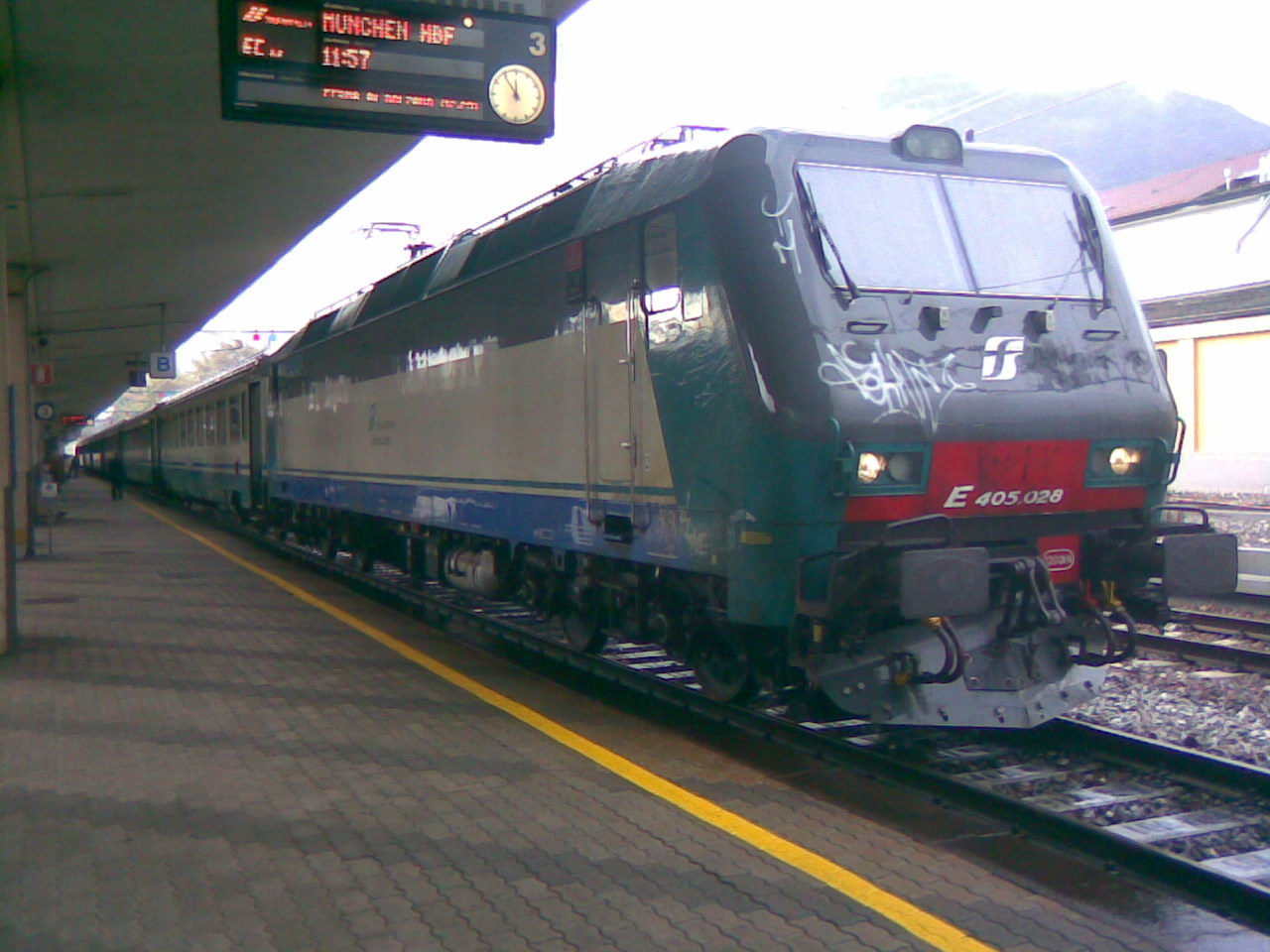
Un EuroCity Trenitalia a Trento negli ultimi anni d'esercizio.

L'operatività della cooperazione iniziò il 13 dicembre 2009 con servizi sulla Verona Porta Nuova-Monaco di Baviera Centrale, sulla Bologna Centrale-Monaco di Baviera Centrale, sulla Milano Porta Garibaldi-Monaco di Baviera Centrale e sulla Bolzano-Monaco di Baviera Centrale. Le relazioni avrebbero servito anche alcune stazioni italiane, consentendo un servizio interno: la possibilità di usufruire degli EuroCity rimanendo in territorio italiano. Questo, fra l'altro, fu possibile, sulla base della normativa vigente, grazie alla presenza di un operatore avente sede principale in Italia, come LeNord/Trenord.
In precedenza, gli EuroCity fra Monaco di Baviera e le principali località italiane erano gestiti da una collaborazione fra le DB e Trenitalia, quest'ultima subentrata negli anni duemila alle Ferrovie dello Stato. Ogni relazione era identificata da un nome specifico, di origine storica o geografica:
- presso Verona Porta Nuova si attestavano tre coppie di corse:
  - il Garda, soppresso il 14 dicembre 2008;
  - il Paganini;
  - il Val Gardena;
- il Leonardo da Vinci partiva da Milano Centrale;
- il Michelangelo inizialmente partiva da Roma Termini, mentre negli ultimi anni si attestava a Rimini;
- il Tiepolo era il nome della relazione che si attestava a Venezia Santa Lucia.

### L'intervento dell'URSF

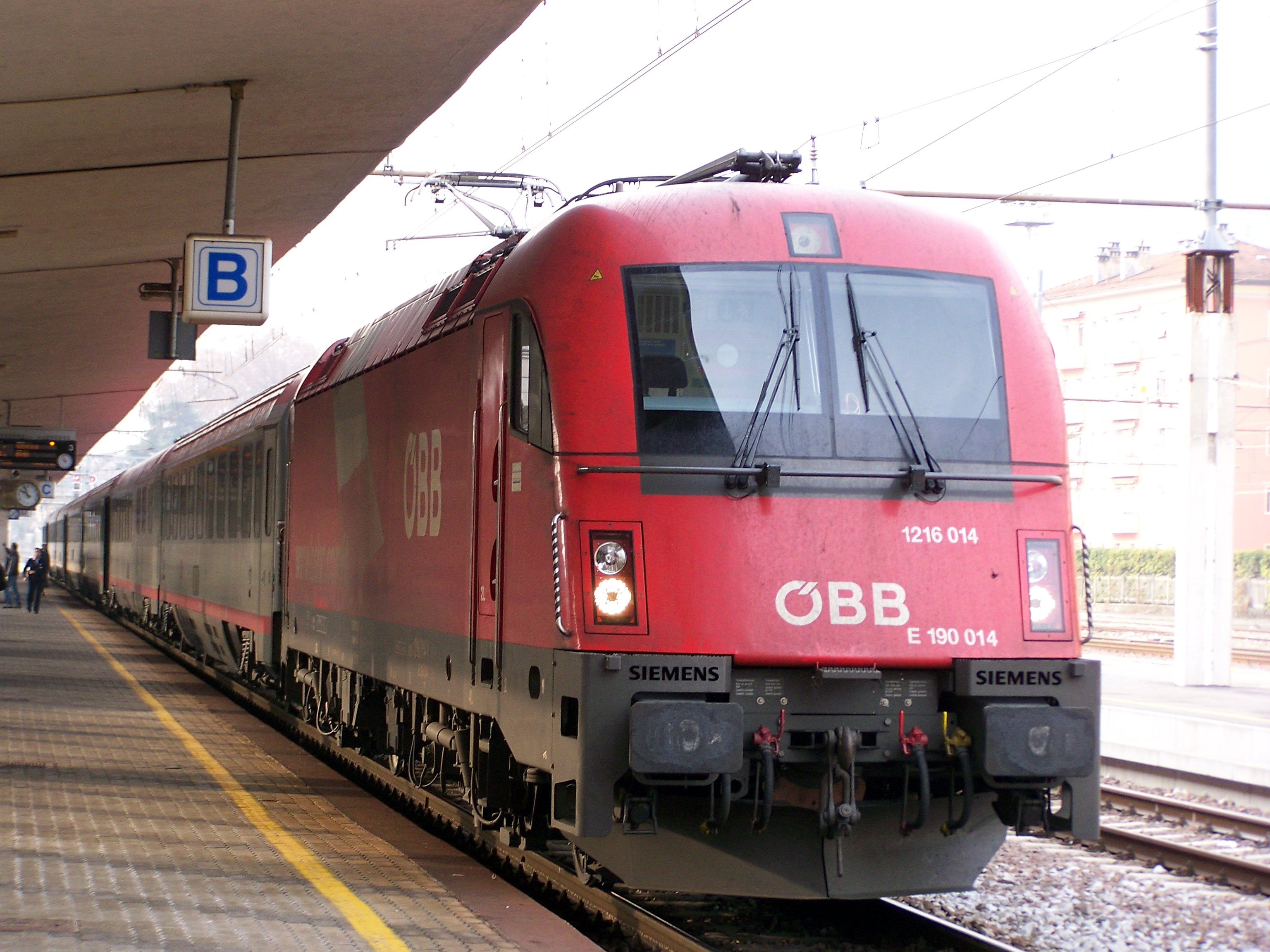
Un EuroCity DB-ÖBB in sosta a Trento

Con il cambio orario del 12 dicembre 2010 fu attivata la nuova linea EuroCity Venezia Santa Lucia-München Hauptbahnhof, estendendo una coppia di corse che in precedenza si attestava a Verona Porta Nuova. La nuova relazione avrebbe dovuto servire gli scali intermedi di Venezia Mestre, Padova e Vicenza, offrendo un servizio interno in analogia con quanto stava avvenendo per gli altri EuroCity della DB-ÖBB. Tuttavia pochi giorni prima del suo avvio, il 6 dicembre, l'Ufficio per la Regolazione dei servizi ferroviari (URSF) del Ministero delle Infrastrutture e dei Trasporti vietò a LeNord, in quanto operatore italiano della cooperazione, di effettuare fermate intermedie sul territorio nazionale a partire dall'introduzione del nuovo orario. Secondo l'URSF, l'espletamento del servizio interno da parte degli EuroCity avrebbe influito economicamente sui servizi regionali offerti da Trenitalia sulle medesime linee, provocando un danno alla società ferroviaria del gruppo FS. In virtù dei poteri conferitegli dalla legge 23 luglio 2009, n. 99, l'Ufficio poté vietare lo svolgimento del servizio interno da parte della cooperazione, ritenendolo economicamente dannoso per quei servizi regionali che Trenitalia svolgeva per conto di Emilia-Romagna, Lombardia, Veneto e le province autonome di Trento e Bolzano.
Dato che le tre imprese ferroviarie adirono per vie legali, il 10 dicembre l'URSF decise di ritardare di tre mesi l'attuazione della sua decisione sulle stazioni servite dalle relazioni Verona/Milano/Bologna-Monaco di Baviera. Gli effetti della decisione del 6 dicembre furono quindi ridotti ai soli impianti intermedi della Verona-Venezia.
Il 17 febbraio 2011 l'URSF prorogò gli effetti della decisione del 10 dicembre fino all'emanazione di un nuovo provvedimento, di riesame, che tenesse conto del materiale portato nel frattempo dalle imprese ferroviarie coinvolte. Le ferrovie tedesche proposero in seguito una nuova riconfigurazione del servizio, da attivare l'11 dicembre all'introduzione del nuovo orario ferroviario, dove si prevedeva la rinuncia alla relazione Milano–Monaco di Baviera ed alla fermata di Vicenza. Dopo aver valutato il materiale e alla luce di questa riconfigurazione, il 24 giugno l'Ufficio revocò le decisioni del dicembre precedente, vietando comunque la vendita di biglietti per le relazioni poste all'interno del Veneto e dell'Emilia-Romagna. Gli effetti di quest'ultimo atto sarebbero entrati in vigore il giorno in cui la cooperazione DB-ÖBB avesse attivato la nuova riconfigurazione o all'introduzione del nuovo orario ferroviario del dicembre 2011.

### L'arrivo di Trenord
A seguito della fusione di LeNord all'interno di Trenord, nel maggio 2011 la condotta e la scorta degli EuroCity in territorio italiano passò a quest'ultima impresa ferroviaria.
L'11 dicembre entrò in vigore la nuova riconfigurazione d'orario con l'eliminazione della relazione che si attestava alla stazione di Milano Porta Garibaldi, l'introduzione delle fermate a Venezia Mestre e a Padova e l'aggiunta di una carrozza bagagli per il trasporto biciclette su due treni, gli EC 88 e 80, della Verona Porta Nuova-Monaco di Baviera Centrale.
Il 15 giugno 2014, Trenord prese in carico anche le relazioni EuroCity ÖBB sulla ferrovia Pontebbana, espletando le coppie di Eurocity ed Euronight tra Venezia Santa Lucia e Tarvisio Boscoverde, dove avviene il cambio con il personale delle ferrovie austriache.
A partire dall'8 aprile 2024, la coppia di corse Monaco di Baviera-Bologna Centrale e una coppia Monaco-Verona Porta Nuova furono effettuate dai Railjet di seconda generazione della ÖBB, in previsione di estendere i nuovi rotabili anche al resto delle corse. Poche settimane dopo, Trenord vinse la gara per gestire la relazione in territorio italiano fino a dicembre 2032.

## Servizi
I collegamenti DB-ÖBB EuroCity prevedono relazioni tra la stazione di Monaco di Baviera Centrale e quelle di Verona Porta Nuova, Bologna Centrale, Rimini e Venezia Santa Lucia.

## Materiale rotabile

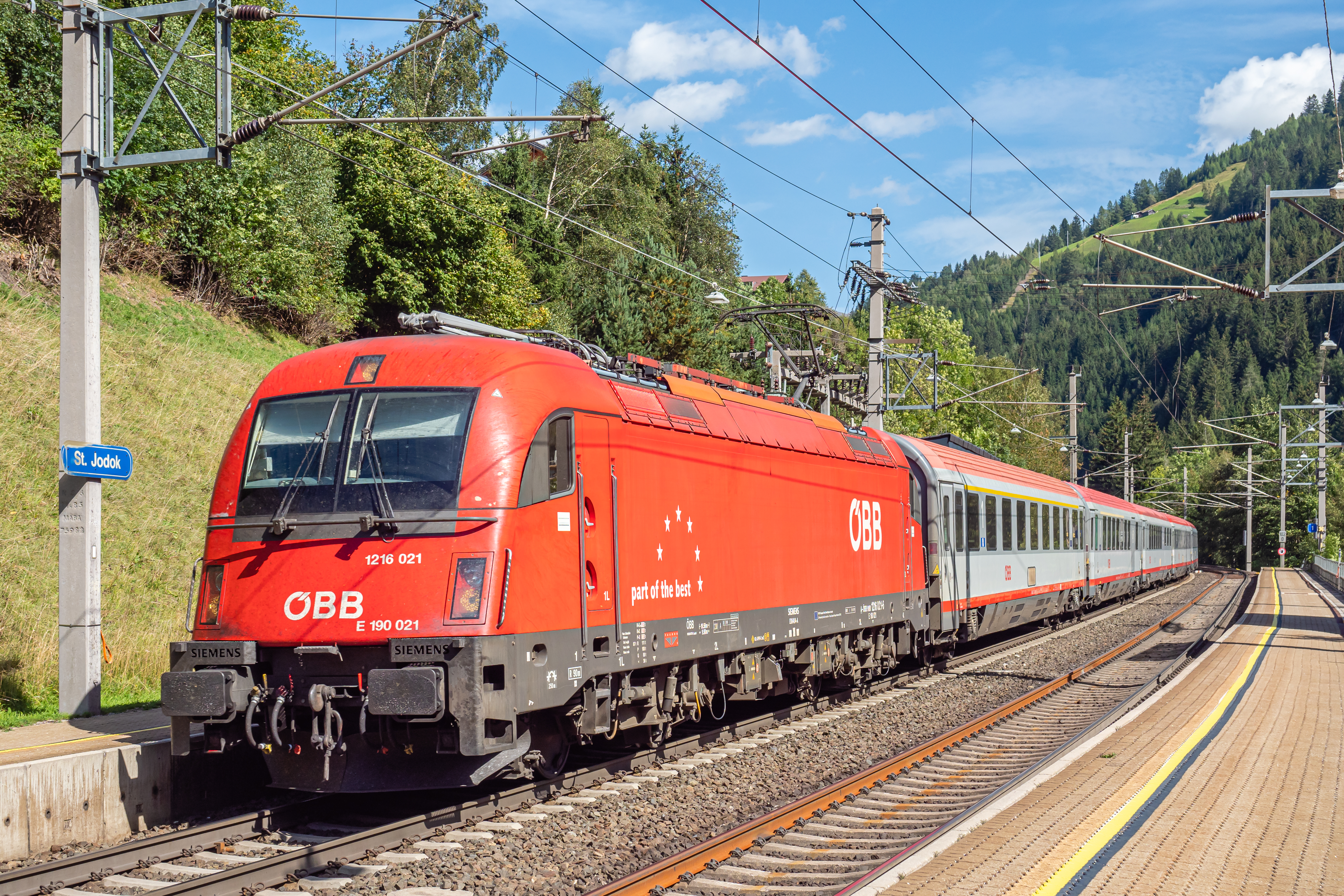
Un Eurocity DB-ÖBB a Sankt Jodok

I convogli sono effettuati con materiale ordinario, ovvero composto da un locomotore policorrente ÖBB Siemens 1216 e da carrozze ÖBB. Esse sono di prima e di seconda classe alle quali si aggiunge una carrozza ristorante.
Il ricorso a mezzi di trazione policorrente ha evitato l'obbligo di effettuare il cambio macchina al Brennero, dato che le reti tedesche e austriache sono elettrificate a 15.000 volt in corrente alternata, mentre in Italia l'elettrificazione sulla rete convenzionale è in continua con tensione 3000 V. All'inizio della cooperazione sono state impiegate locomotive Siemens E189 policorrente di NordCargo. A partire dal 22 maggio 2010, esse sono state sostituite dalle Taurus 1216 serie 011-024, le quali sono state immatricolate in Italia come E.190 e inoltre certificate per viaggiare ad una velocità massima di 160 km/h.
Dall'aprile 2024, sono utilizzati anche i Railjet di seconda generazione, trainati sempre dalle Taurus 1216.